# Tabanus brassofortei
Tabanus brassofortei är en tvåvingeart som beskrevs av Dias 1980. Tabanus brassofortei ingår i släktet Tabanus och familjen bromsar.
Artens utbredningsområde är Portugal. Inga underarter finns listade i Catalogue of Life.